# Damián Suárez
Damián Nicolás Suárez Suárez (ur. 27 kwietnia 1988 w Montevideo) – urugwajski piłkarz występujący na pozycji prawego obrońcy w CA Peñarol. Posiada również obywatelstwo hiszpańskie.
Jego brat Mathías Suárez również jest piłkarzem.

## Statystyki klubowe
| Sezon   | Klub              | Kraj      | Liga                      | Mecze | Bramki | Puchar Kraju | Mecze | Bramki | Puchar Kontynentu | Mecze | Bramki |
| ------- | ----------------- | --------- | ------------------------- | ----- | ------ | ------------ | ----- | ------ | ----------------- | ----- | ------ |
| 2007/08 | Defensor Sporting | Urugwaj   | Primera División Uruguaya | 9     | 0      | -            | -     | -      | Copa Sudamericana | 1     | 0      |
| 2008/09 | Defensor Sporting | Urugwaj   | Primera División Uruguaya | 0     | 0      | -            | -     | -      | Copa Sudamericana | 3     | 0      |
| 2009/10 | Defensor Sporting | Urugwaj   | Primera División Uruguaya | 24    | 1      | -            | -     | -      | -                 | -     | -      |
| 2010/11 | Defensor Sporting | Urugwaj   | Primera División Uruguaya | 13    | 0      | -            | -     | -      | Copa Sudamericana | 8     | 0      |
| 2011/12 | Sporting Gijón    | Hiszpania | Primera División          | 19    | 0      | Puchar Króla | 1     | 0      | -                 | -     | -      |
| 2012/13 | Elche CF          | Hiszpania | Segunda División          | 33    | 1      | -            | -     | -      | -                 | -     | -      |
| 2013/14 | Elche CF          | Hiszpania | Primera División          | 31    | 1      | Puchar Króla | 1     | 0      | -                 | -     | -      |
| 2014/15 | Elche CF          | Hiszpania | Primera División          | 34    | 1      | Puchar Króla | 3     | 0      | -                 | -     | -      |
| 2015/16 | Getafe CF         | Hiszpania | Primera División          | 31    | 0      | Puchar Króla | 2     | 0      | -                 | -     | -      |
| 2016/17 | Getafe CF         | Hiszpania | Segunda División          | 37    | 0      | Puchar Króla | 1     | 0      | -                 | -     | -      |
| 2017/18 | Getafe CF         | Hiszpania | Primera División          | 33    | 1      | -            | -     | -      | -                 | -     | -      |
| 2018/19 | Getafe CF         | Hiszpania | Primera División          | 36    | 0      | Puchar Króla | 6     | 0      | -                 | -     | -      |

Stan na: 3 czerwca 2019 r.